# زاراتي بوينس آيرس (مدينة)
زاراتي، بوينس آيرس (بالإسبانية: Zárate, Buenos Aires)‏ هي منطقة سكنية تقع في الأرجنتين في Zárate Partido.[بحاجة لمصدر] يقدر عدد سكانها بـ 86,686 نسمة وترتفع عن سطح البحر 27 متر.

## معرض صور

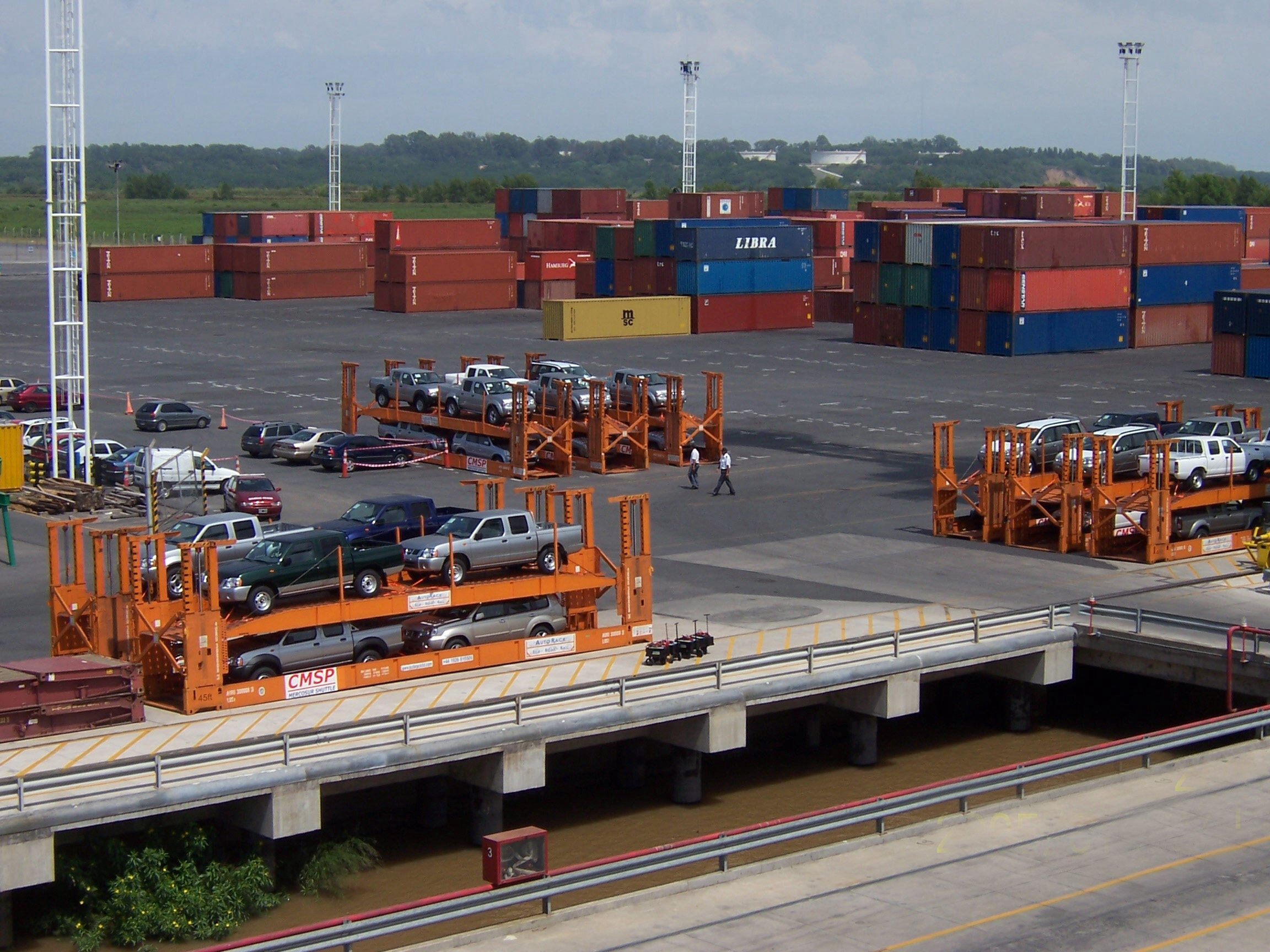
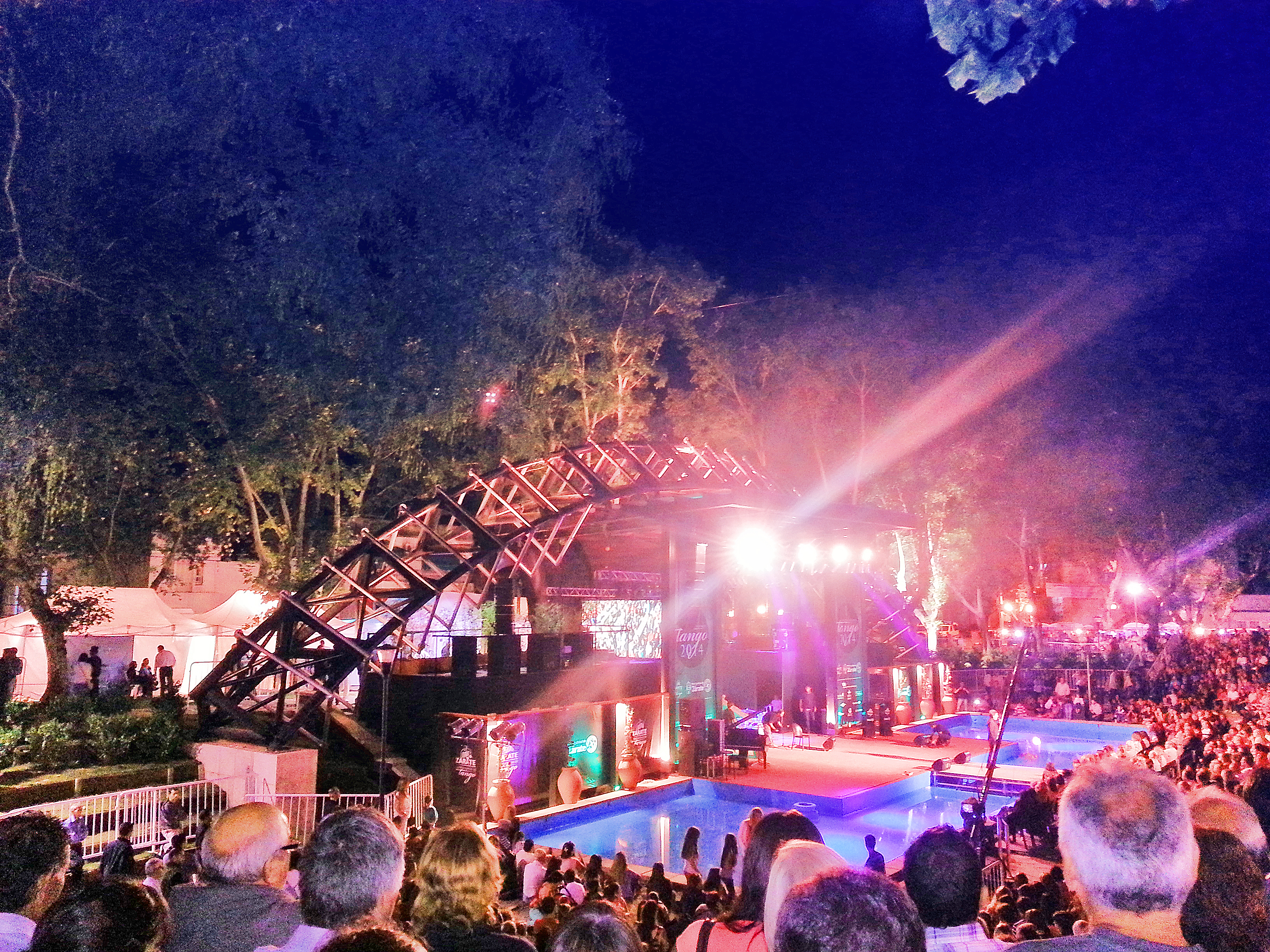
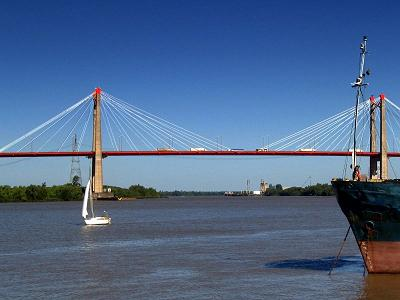

## أعلام
- مارتين خيمينيز
- أدولفو راميريز
- فلافيو ساندو
- ليوناردو روميرو
- ريكاردو بوجيني
- ميغيل أنخيل روبرت